# Инцидент при прохода Дятлов
Инцидентът при прохода Дятлов е събитие, при което деветима руски планинари загиват в северната част на планината Урал между 1 и 2 февруари 1959 г. при неизяснени обстоятелства. Опитната група от Уралския държавен технически институт прави лагер на склона на хребета Холатчахъл в област, която днес е наречена в чест на водача на групата – Игор Дятлов.
През нощта, нещо ги принуждава да излязат от палатките си и да изоставят лагера, но с неадекватно облекло за тежкия снеговалеж и ниските температури. След като телата на групата са открити, разследване на съветските власти открива, че шестима от тях са умрели от хипотермия, докато останалите трима имат признаци на физически травми. Една от жертвите е с фрактура на черепа, други двама са с тежки гръдни травми. Един от членовете на групата е с извадени очи, а друг е без език, и с повреди по меките тъкани на лицето, като съдебномедицинската експертизата заключава, че тези травми са нанесени след настъпване на смъртта – четири от труповете са открити повече от два месеца след инцидента. На някои от дрехите е открито завишено ниво на радиация, а телата са с кафеникав цвят на кожата. Разследването заключава, че „неустоима естествена сила“ е причинила смъртта им. Възможността за убийство е изключена.
След инцидента се появяват многобройни теории, опитващи се да обяснят смъртните случаи. Те включват нападение на животно, хипотермия, лавина, катабатичен вятър, паника, предизвикана от инфразвук, военна намеса или комбинация от тях. През февруари 2019 г. руските власти възобновяват разследването на инцидента. На 11 юли 2020 година руската прокуратура обявява в специално изявление, че причината за смъртта на туристите е лавина в условията на намалена видимост. Според експертизата туристите се прикриват от лавината под скалист хребет, но след това видимостта им е намалена и не могат да открият палатките, които отстоят на около 50 метра от тях.

## Подготовка
През 1959 г. е сформирана група за ски експедицията в северните части на Урал, в Свердловска област, СССР. Игор Дятлов, 23-годишен студент по радиоинженерство в Уралския държавен технически институт, е водач на група от общо десет души, повечето от които са колеги студенти. Всеки член от групата, включваща осем мъже и две жени, е опитен планинар. Целта на експедицията е да се достигне връх Отортен, намиращ се на 10 km северно от мястото на инцидента. Този маршрут през месец февруари е оценен на трета категория, тоест с най-висока трудност.
| Членове на експедицията                | Членове на експедицията | Членове на експедицията | Членове на експедицията                                                     |
| Име на руски                           | Рождена дата            | Възраст                 | Причина за смъртта                                                          |
| -------------------------------------- | ----------------------- | ----------------------- | --------------------------------------------------------------------------- |
| Игорь Алексеевич Дятлов                | 13 януари 1936 г.       | 23                      | Хипотермия                                                                  |
| Юрий Николаевич Дорошенко              | 29 януари 1938 г.       | 21                      | Хипотермия                                                                  |
| Людмила Александровна Дубинина         | 12 май 1938 г.          | 20                      | Вътрешен кръвоизлив след гръдна травма                                      |
| Георгий (Юрий) Алексеевич Кривонищенко | 7 февруари 1935 г.      | 23                      | Хипотермия                                                                  |
| Александр Сергеевич Колеватов          | 16 ноември 1934 г.      | 24                      | Хипотермия                                                                  |
| Зинаида Алексеевна Колмогорова         | 12 януари 1937 г.       | 22                      | Хипотермия                                                                  |
| Рустем Владимирович Слободин           | 11 януари 1936 г.       | 23                      | Хипотермия                                                                  |
| Николай Владимирович Тибо-Бриньоль     | 5 юли 1935 г.           | 23                      | Смъртоносна черепна травма                                                  |
| Семён (Александр) Алексеевич Золотарёв | 2 февруари 1921 г.      | 38                      | Тежка гръдна травма                                                         |
| Юрий Ефимович Юдин                     | 19 юли 1937 г.          | 21                      | Напуснал експедиция на 28 януари поради болест; починал на 27 април 2013 г. |

## Експедиция
Групата пристига с влак в град Ивдел рано сутринта на 25 януари 1959 г. След това хващат камион до селцето Вижай. Те прекарват нощта там и изяждат голямо количество хляб, който да поддържа енергията им по време на изкачване на следващия ден.
На 27 януари започват похода си към връх Отортен от Вижай. На следващия ден един от членовете на групата, Юрий Юдин, който страда от няколко хронични болести (включително ревматизъм и вродена сърдечна болест), ги изоставя поради болка в коляното. Останалите девет души продължават похода.
Дневниците и фотоапаратите, открити при последното им място на лагеруване, позволяват да се проследи маршрута на групата деня преди инцидента. На 31 януари групата достига ръба на високопланинския район и започва подготовка за интензивно изкачване. В една от гористите долини те оставят храна и екипировка, които ще използват по пътя си на връщане. На 1 февруари групата започва да преминава през прохода. Те планират да го преминат и да направят лагер от другата му страна, но поради влошаващите се метеорологични условия (снеговалеж и намалена видимост) те губят посока и се отклоняват на запад към върха на хребета Холатчахъл. Когато осъзнават грешката си, планинарите решават да спрат и да направят лагер на склона на планината, вместо да се придвижат още 1,5 km надолу към гористия район, който би предоставил някаква защита от лошото време. Според Юдин, Дятлов е постъпил така, за да не изгуби изкачената височина или за да тренира лагеруване на планински склон.

## Търсене и откриване
Преди да тръгне на похода, Дятлов се съгласява да изпрати телеграма на спортния си клуб, когато групата се върне във Вижай. Очаква се това да стане не по-късно от 12 февруари, но Дятлов споделя с Юдин по-рано, че очаква походът да им отнеме повече време. Когато 12-и минава без съобщение от Дятлов, няма реакция, тъй като забавянията от няколко дни са сравнително чести за такива трудни експедиции. На 20 февруари роднините на планинарите поискват да се започне спасителна операция и ръководителят на института изпраща първите спасителни групи, съставени от студенти доброволци и учители. По-късно се включват армията и милицията със самолети и вертолети.
На 26 февруари е открит изоставеният и силно повреден лагер на Холатчахъл. Той озадачава хората. Студентът, който го открива, Михаил Шаравин, споделя, че палатката е била съборена наполовина и покрита със сняг. Тя е празна, а всичките принадлежности на групата са оставени в нея. Разследването установява, че палатката е била разрязана отвътре. Намерени са осем-девет чифта стъпки, оставени от чорапи или боси крака, които водят надолу към близката гора, на 1,5 km североизточно. По това време температурата навън е била между −25 и −30 °C. На ръба на гората, под голям бор са намерени останките от малък огън. Там са намерени първите две тела (на Кривонишченко и Дорошенко), без обувки, само по бельо. Клоните на дървото са счупени до пет метра височина, което подсказва, че някой се е покатерил на него. Между бора и лагера са намерени още три тела: на Дятлов, Колмогорова и Слободин в пози, подсказващи, че те са се връщали към палатката. Те са намерени поотделно, отдалечени един от друг.
Откриването на останалите четири члена на групата отнема повече от два месеца. Накрая, те са намерени на 4 май под четири метра сняг в дефиле на 75 метра от бора. Трима от тях са по-добре облечени от останалите. Намерени са признаци, че тези, които са умрели първи, са дали дрехите си на другите. Дубинина е облечена с изгорените и скъсани панталони на Кривонишено, а левият ѝ крак е обвит със скъсано яке.

## Разследване
Образувано е следствие веднага след откриването на първите пет тела. Медицинската експертиза не открива травми, които биха могли да доведат до смърт, поради което заключва, че всички са умрели от хипотермия. Слободин има малка фрактура на черепа, но недостатъчна, за да бъде фатална.
Разследването на четири тела, намерени през май, обаче, променят наратива на инцидента. Трима от планинарите са с фатални травми: Тибо-Бриньол е с тежка черепна травма, а Дубинина и Золотарьов са с тежки гръдни травми. Силата, която би причинила такива поражения, трябва да е била изключително голяма – сравнима със силата при автомобилна катастрофа. Още повече, телата нямат външни рани, свързани с костните травми – сякаш са били подложени на огромно налягане.
Четирите тела от дефилето имат поражения по меките тъкани на главата. Дубинина е без език, очи, част от устните, част от кожата по лицето и част от черепа, докато Золотарьов е с извадени очи, а Колеватов е без вежди. Експертизата заключва, че тези травми са нанесени след настъпване на смъртта.
Първоначално се подозира, че местните манси са нападнали и убили групата. Разпитани са няколко манси, но разследването сочи, че естеството на смъртта им не подкрепя тази хипотеза, тъй като са намерени единствено следите на планинарите, без признаци за борба.
На журналистите е предоставена следната информация относно намерените улики:
- Шест души от групата загиват от хипотермия, а други трима са със смъртоносни травми.
- Няма признаци за присъствието на други хора наблизо.
- Палатката е била разкъсана отвътре.
- Жертвите са умрели 6 – 8 часа след последното им хранене.
- Всички членове на групата са напуснали лагера по свое желание, пеша.
- Завишени нива на радиация са намерени по дрехите на една от жертвите.
- Не може да става въпрос за убийство, тъй като силата на ударите е била твърде голяма, докато същевременно е запазила меките тъкани.

Направено е заключение, че планинарите са загинали вследствие „неустоима естествена сила“. Разследването официално е закрито през май 1959 г., поради липсата на виновна страна, а файловете му са засекретени и архивирани.
През февруари 2019 г. руските власти възобновяват разследването на инцидента, но разглеждат само три възможни обяснения, всичките свързани с метеорологични явления.